# Coffee & Allah
Coffee & Allah è un cortometraggio del 2007 diretto da Sima Urale. 
È stato presentato al 28º Festival di Cinema Africano di Verona.

## Trama
Abeba Mohammed, una giovane donna oromo, etiopica, ama il caffè e l'islam. Emigrata in Nuova Zelanda senza conoscere l'inglese, da dietro il suo velo Abeba cerca di rapportarsi con il nuovo ambiente. Nonu, un barista samoano, si innamora di lei, ma l'abisso culturale che li separa sembra invalicabile, almeno inizialmente.